# سرطان مريطائي
يعد السرطان المريطائي نوعًا نادرًا جدًا من السرطان الناشئ عن السرر المثاني أو بقاياه. قد ينشأ المرض من الظهارة الغدية ما وراء الحشوية أو البقايا الظهارية الجنينية التي تنشأ من منطقة المذرق.
يصيب تقريبًا شخص واحد لكل مليون شخص سنويًا، وتختلف نسبة الإصابة باختلاف المنطقة الجغرافية. يصيب الرجال بمعدّل أعلى قليلًا عن النساء، غالبًا في العقد الخامس من العمر، إلا أنه من الممكن أن يصيب أيضًا الفئات العمرية الأخرى.
قد يصيب السرطان المريطائي أيضًا المثانة، ولا يعامل معاملة سرطان المثانة بالمعنى المعتاد. قد يصيب أيضًا أي موقع على امتداد مجرى البول.

## التصنيف
يصنف السرطان المريطائي عادةً بين الأورام الغدية (ما يقارب 90%) ذات الغشاء المخاطي/ الغرواني في الغالب. تشمل الأنواع النادرة الأخرى سرطانة الخلايا الانتقالية والسرطانة حرشفية الخلايا والسرطانة العصبية الصماوية والساركومة.

## العلامات والأعراض
قد يتواجد السرطان المريطائي لعدة سنوات لا عرضيًا أو دون ظهور أعراض. تُعد البيلة الدموية أكثر الأعراض الأولية شيوعًا، والتي تحدث عندما يخترق الورم المريطائي جدار المثانة، ويمكن في بعض الحالات مشاهدة بيلة الميوسين، وألم أو تورم موضعيين، والتهابات موضعية متكررة للمسالك البولية ومفرزات من السرة.

## التشخيص
بحسب جمعية طب الجهاز البولي الأمريكية، فإن معايير التشخيص هي التالية:
1. غالبًا ما يكون موقع الورم في قبة المثانة.
2. لا توجد علامات تشير إلى التهاب مثانة غدي على سطح المثانة. يمكن أن تشير الموجودات إلى سلائف آفات سرطان غدي مثاني أولي.
3. عدم وجود تاريخ في الإصابة بسرطان غدي أولي مختلف لكن بنفس الشكل المورفولوجي.

يُجرى فحص وتحليل لنسج الجهاز البولي عادةً بواسطة القطع التنظيري لورم المثانة بطريق الإحليل.

## العلاج
يتمثل التدبير الجراحي باستئصال إجمالي المثانة وبقايا المسالك البولية والسرة. لا يبدو أن العلاج الإشعاعي في المراحل المتقدمة ناجعًا ولا يؤدي إلى معدلات استجابة كافية. على الرغم من ذلك، وُصفت أنظمة العلاج الكيميائي التي تحتوي على الفلورويوراسيل (وسيسبلاتين) بأنها مفيدة في مثل هذه الحالات. ثبت في السنوات الأخيرة أن العلاجات المستهدفة مفيدة في تقارير الحالات الفردية. شملت هذه العوامل سونيتينيب وجيفيتاينيب وبيفاسيزوماب وسيتوكسيماب.